# Remoncourt (Vosges)
Remoncourt település Franciaországban, Vosges megyében. Lakosainak száma 568 fő (2022. január 1.). Remoncourt Domèvre-sous-Montfort, Domjulien, Esley, Estrennes, Haréville, Monthureux-le-Sec, La Neuveville-sous-Montfort, Rozerotte és Valfroicourt községekkel határos.

## Népesség
A település népessége az elmúlt években az alábbi módon változott:
| Lakosok száma | 610  | 627  | 619  | 594  | 577  | 573  | 573  | 569  | 568  |
|               | 2013 | 2015 | 2016 | 2017 | 2018 | 2019 | 2020 | 2021 | 2022 |